# برت لیستر
برت لیستر (انگلیسی: Bert Lister; ۱ ژانویهٔ ۱۹۴۰ – ۱ ژوئیهٔ ۲۰۰۷) بازیکن فوتبال اهل بریتانیا بود.
از باشگاه‌هایی که در آن بازی کرده‌است می‌توان به باشگاه فوتبال منچستر سیتی و باشگاه فوتبال اولدهام اتلتیک اشاره کرد.